# إد شورت
إد شورت (بالإنجليزية: Ed Short)‏ هو معلق رياضي أمريكي، ولد في 1920، وتوفي في 1984.